# Kom, Skaparande, Herre god
Kom, Skaparande, Herre god (på latin: Veni Creator Spiritus) är en pingstpsalm i sju verser av Hrabanus Maurus från 800-talet. Psalmen skrevs ursprungligen på latin och har tidigare tillskrivits såväl Aurelius Ambrosius som Gregorius den store. 
Psalmen översattes till tyska av Martin Luther ("Komm, Gott Schöpfer, Heiliger Geist") år 1524 och till svenska av Olaus Petri år 1536. Den engelske poeten John Dryden gjorde 1690 en översättning till engelska Creator Spirit, by whose aid.
|  |
|  |

Psalmen inleds i 1695 års psalmbok, den Swedbergska med orden:
Kom Helge Ande Herre godh
Besök wår hiertan och gif oss modh
Psalmen bearbetades av Johan Olof Wallin år 1816 för 1819 års psalmbok. År 1978 moderniserades texten av Anders Frostenson för publiceringen i Den svenska psalmboken 1986.
Psalmen är en bönepsalm om och till Den Helige Anden och består i sin nuvarande form av sex strofer, varav den sista är s.k. ståvers.
I 1921 års koralbok med 1819 års psalmer anges att psalmen sjungs till en nordisk melodi (både 1819 och 1695) som saknas i tyska källor och är hämtad ur Hans Thomissøns Psalmebog 1569, melodin kom till Sverige via Mönsteråshandskriften 1646.
Melodin uppges nu vara en medeltida hymn (F mixolydisk, 2/2), känd från Erfurt 1524. Kompositören Jeanne Demessieux skrev cirka 1948 orgelverk till "Veni Creator Spiritus".

## Publicerad i
- Swenske Songer eller wisor 1536 med titeln Kom helge ande herre god under rubriken "Veni creator spiritus".[1]
- Een liten Songbook under rubriken "De sancto spiritu".[2]
- 1572 års psalmbok med titeln KOm helghe Ande HERRE godh under rubriken "Om then helgha Anda".[3]
- Göteborgspsalmboken med inledningen Kom helge Ande Herre godh under rubriken "Om then helge Anda".[4]
- 1695 års psalmbok, som nr 180 under rubriken "Pingesdaga Högtijd - Om then Helga Anda".
- 1819 års psalmbok, som nr 133 under rubriken "Den Helige Andes nåd (pingstpsalmer)".
- 1937 års psalmbok, som nr 133 under rubriken "Pingst".
- Den svenska psalmboken 1986, 1986 års Cecilia-psalmbok, Psalmer och Sånger 1987, Segertoner 1988 och Frälsningsarméns sångbok 1990, som nr 50 under rubriken "Anden, vår hjälpare och tröst".
- Finlandssvenska psalmboken 1986 som nr 106 under rubriken "Pingst".